# A Man-sziget címere

A Man-sziget címere

A Man-sziget címere egy vörös színű pajzs, rajta a sziget ősi jelképével, a három egymásban kezdődő hajlított, páncélos lábbal, triszkelionnal. A pajzsot oldalról egy vándorsólyom és egy holló tartja, felül egy korona díszíti. Alul egy fehér szalagra írták fel a terület mottóját: „Quocunque Jeceris Stabit” (Bármerre is veted, állni fog). A címert 1996. július 12-én fogadták el.